# Mendonça Pessanha
Francisco Correia de Mendonça Pessanha, mais conhecido por Mendonça Pessanha (Lagos, 1775 - Lagos, 28 de Setembro de 1856), foi um militar e vereador português. Destacou-se pela sua conduta durante a Guerra Peninsular e a Guerra Civil Portuguesa, tendo derrotado o comandante miguelista Remexido durante o cerco de Lagos.

## Biografia

### Nascimento
Nasceu em Lagos no ano de 1775, filho de Francisco de Paula Mendonça.

### Carreira militar e política
Assentou praça como soldado no Regimento de Infantaria de Lagos, em 19 de Maio de 1788, sendo nomeado cadete em 24 de Setembro de 1792, e ajudante em 2 de Novembro de 1798. Em 21 de Outubro de 1807, foi promovido a capitão do Regimento de Infantaria n.º 2, e, em 28 de Outubro de 1808, a major deste destacamento. Passou a major do Regimento de Milícias de Lagos em 24 de Junho de 1820.
Participou numa campanha militar em 1797, e esteve presente, já com a patente de major, na libertação de Lisboa, durante a Primeira invasão francesa de Portugal. Dirigiu igualmente uma campanha de aprisionamento de desertores, e fez a condução de um comboio de armas para as forças militares no Sul, por entre os exércitos inimigos. Foi nomeado para artilhar a praça de Lagos, e criar baterias nas imediações da cidade e na Serra de Monchique, de forma a defender a cidade de ataques franceses. Distinguiu-se por pacificar a população de Alvor, e por ter salvo várias pessoas em Monchique, que tinham sido injustamente acusadas pela população de apoiar os franceses. Também foi nomeado para comandar o cordão contra as actividades de contrabando, inspeccionar as capitanias-mor, e assegurar as protecções contra a disseminação da cólera. Ofereceu doze espingardas para a reorganização do regimento, dirigiu a mudança da artilharia de Ayamonte para Vila Real de Santo António, e capturou e conduziu até Elvas um grupo de desertores que tinham fugido de Juromenha.
Foi um dos fundadores da loja maçónica de Lagos, tendo sido perseguido em 1823 como liberal e pedreiro-livre. Foi enviado para a Torre de São Julião da Barra em 1828, mas conseguiu evadir-se.
Em 28 de Agosto de 1833, Mendonça Pessanha, que na altura possuía a patente de tenente-coronel, assumiu a defesa da praça de Lagos, que estava a ser cercada por forças miguelistas, lideradas pelo Remexido. Conseguiu libertar a cidade, embora a sua conduta tenha sido criticada, devido ao seu uso frequente da pena capital contra a população e os militares inimigos. Este facto foi aproveitado pelos miguelistas, que o acusaram em vários impressos distribuídos pela cidade. Mendonça Pessanha também implementou várias medidas para combater a fome durante e após o cerco, tendo, por exemplo, convencido em 1833 os proprietários rurais a cederem o trigo e outros géneros, e no ano seguinte conseguiu levantar as proibições que existiam à importação de carne, farinha e azeite.
Não obstante a sua polémica administração da cidade durante a guerra, conseguiu granjear o apoio popular; com efeito, numa petição, entregue pelo administrador do concelho à Câmara Municipal em 9 de Setembro de 1836, os habitantes da cidade pediam que Mendonça Pessanha, então já reformado com a patente de tenente-coronel, fosse nomeado como governador de Lagos, devido à sua conduta durante o cerco. Foi posteriormente eleito como vereador da Câmara Municipal.
Em 22 de Outubro de 1839, foi nomeado como director da Irmandade de Nossa Senhora da Glória, como louvor por ter salvo o conteúdo do Convento de Nossa Senhora da Glória, que teve de ser abandonado durante o combate.
Em 1845, foi distribuído pela cidade o opúsculo Scenas da vida moral, civil e politica de Francisco Correia de Mendonça, onde se teceram várias acusações contra Mendonça Pessanha. Também foi distribuído um outro folheto, denominado de Os amores de Correia de Mendonça com a freira....

### Falecimento e família
Faleceu na cidade de Lagos, em 28 de Setembro de 1856. Casou com Thereza Luiza d'Azevedo, e foi pai do deputado Francisco Correia de Mendonça. Teve uma filha ilegítima, Josepha Apolinária de Mendonça, que depois deserdou no seu testamento.

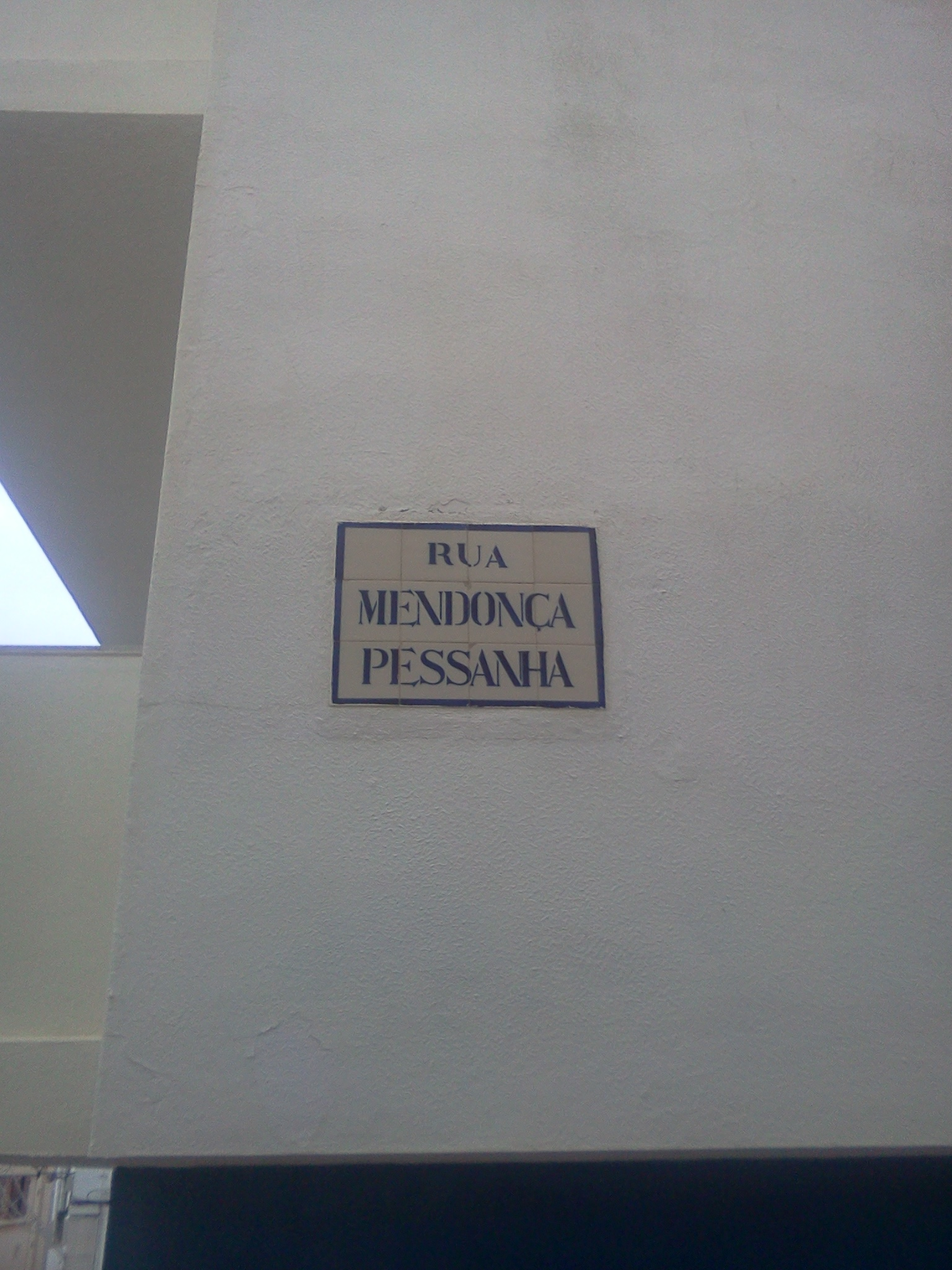
Placa toponímica da Rua Mendonça Pessanha, em Lagos.

## Homenagens
Recebeu vários louvores durante a sua carreira militar, destacando-se um do Rei D. João VI, em 16 de Abril de 1816.
Em 30 de Março de 1887, a Câmara Municipal de Lagos deliberou colocar o seu nome na antiga Rua do Jardim; no entanto posteriormente decidiu-se dar o nome de Dr. Mendonça à rua, em honra do seu filho, Francisco Correia de Mendonça. Assim, o nome de Mendonça Pessanha foi colocado na antiga Rua do Saco.